# ۱۲ ارابه‌ران
۱۲ ارابه‌ران یک ستاره است که در صورت فلکی ارابه‌ران قرار دارد.